# Sainte-Flaive-des-Loups
Sainte-Flaive-des-Loups är en kommun i departementet Vendée i regionen Pays de la Loire i västra Frankrike. Kommunen ligger i kantonen La Mothe-Achard som tillhör arrondissementet Les Sables-d'Olonne. År 2022 hade Sainte-Flaive-des-Loups 2 547 invånare.

## Befolkningsutveckling
Antalet invånare i kommunen Sainte-Flaive-des-Loups
| Referens: INSEE |